# NGC 678
NGC 678 (другие обозначения — UGC 1280, MCG 4-5-14, ZWG 482.18, A 0147+21, PGC 6690) — спиральная галактика с перемычкой (SBb) в созвездии Овен.
Этот объект входит в число перечисленных в оригинальной редакции «Нового общего каталога».
Является одной из пяти центральных галактик группы NGC 697. Вместе с NGC 680 находится в гигантской области нейтрального водорода. На основе наблюдаемых скоростей было выяснено, что эта область связана именно с NGC 678.
Галактика NGC 678 входит в состав группы галактик NGC 691. Помимо NGC 678 в группу также входят ещё 10 галактик.